# Eye Haïdara

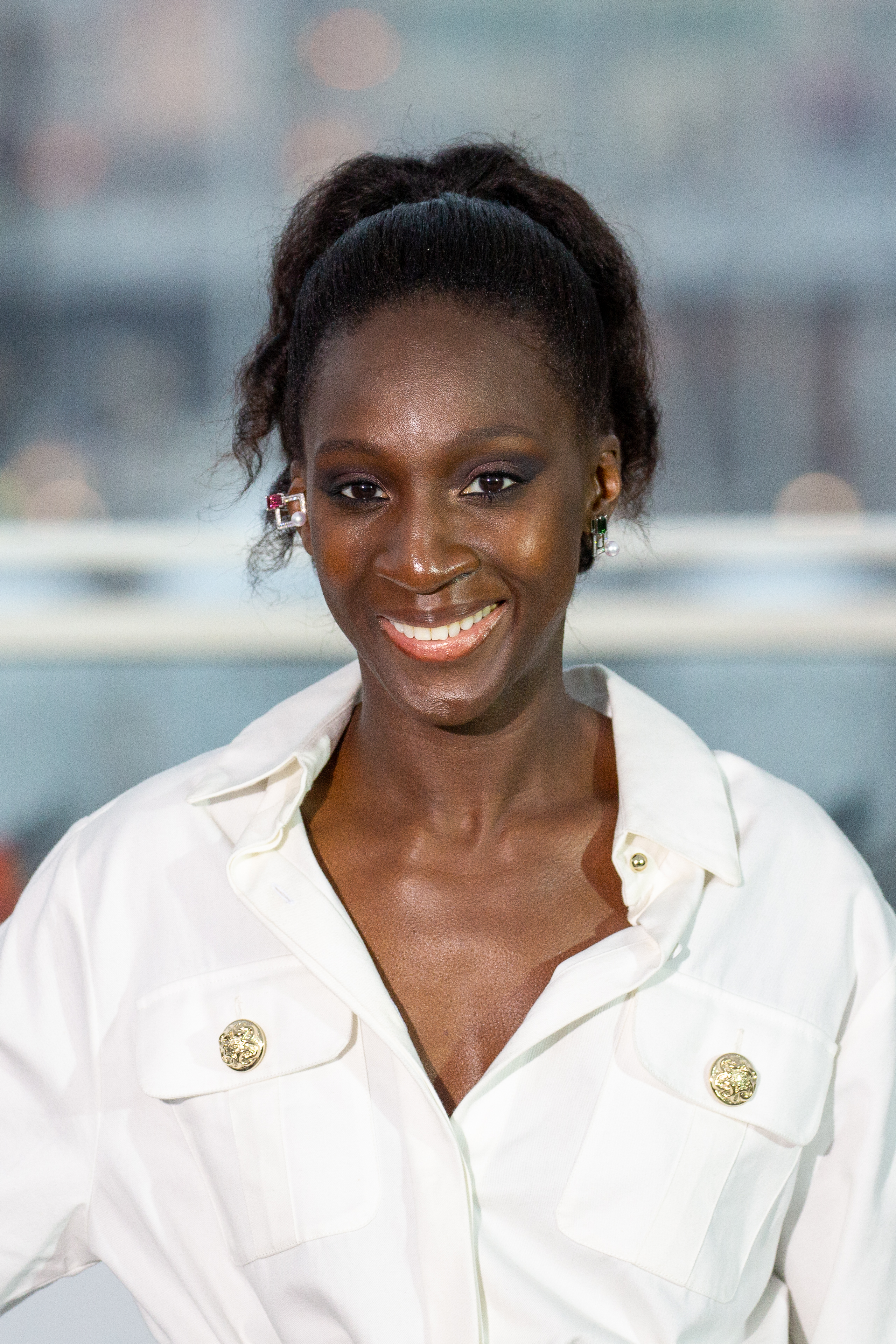
Eye Haïdara (2025)

Eye Haïdara (* 7. März 1983 in Boulogne-Billancourt) ist eine französische Schauspielerin malischer Abstammung.

## Leben
Eye Haïdara ist die Tochter malischer Eltern und absolvierte Schauspielstudien am Lycée Racine und an der Universität Paris III. Sie gab 2007 ihr Filmdebüt und spielt auch weiterhin am Theater. Für ihre Hauptrolle der „Adèle“ in der Komödie Das Leben ist ein Fest von 2017 wurde sie für einen César als „Beste Nachwuchsdarstellerin“ nominiert. 2018 spielte sie als Kommissarin „Nan Ntep“ in der Serie Patriot. 2019 war sie in der Komödie Einsam Zweisam zu sehen. 2022 spielte sie „Inès Diallo“ in der Serie In Therapie.

## Filmografie (Auswahl)
- 2007: Regarde-moi
- 2010: Film Socialisme
- 2011: Jimmy Rivière
- 2011: Implosion
- 2015: Jailbirds (La taularde)
- 2017: Das Leben ist ein Fest (Le sens de la fête)
- 2018: Patriot (Fernsehserie, 7 Folgen)
- 2018: Papa ou Maman (Fernsehserie, 6 Folgen)
- 2019: Einsam Zweisam (Deux moi)
- 2022: In Therapie (En thérapie, Fernsehserie, 7 Folgen)
- 2022: Pilote
- 2022: Les Femmes du square
- 2023: Le Paradis
- 2023: Das Zimmer der Wunder (La chambre des merveilles)
- 2023: Hawaii
- 2023: Monsieur, le Maire
- 2024: Barbès, little Algérie
- 2024: À toute allure
- 2024: Furies (Fernsehserie, 7 Folgen)